# 버뮤다 달러
달러(dollar)는 버뮤다의 통화이다. 약어는 $ 나 BD$ 로 사용하는데, BD$는 다른 나라에서 사용하는 달러와 구별하기 위해 사용하는 약어이다.

## 역사
버뮤다 달러는 1970년 버뮤다 파운드를 1 달러 = 8실링 4펜스 (8실링 4펜스는 100 펜스이다.)의 비율로 대체하기 위해 도입되었다.